# Catalanisme i revolució burgesa

Catalanisme i revolució burgesa (titre original en catalan, littéralement « Catalanisme et Révolution bourgeoise » ; Catalanismo y revolución burguesa dans sa traduction en castillan de 1970), sous-titré La síntesi de Prat de la Riba (« La Synthèse de Prat de la Riba »), est un essai de Jordi Solé Tura consacré à la pensée politique d'Enric Prat de la Riba, publié en 1967 par Edicions 62.
L’ouvrage remporte le prestigieux Prix de la critique Serra d'Or de littérature et essai 1968 et son interprétation est à l’origine d’une intense polémique autour du catalanisme.

## Contexte
L’essai est issu de la thèse de doctorat de Solé Tura, sur laquelle il commence à travailler en 1959 et qu’il présente en 1966 à l’université de Barcelone. Il est exclusivement basé sur l'étude de l'œuvre écrite de Prat de la Riba (dans le contexte franquiste, l'accès aux archives pouvait être très difficile).
Il est publié alors que son auteur, membre du PSUC (parti communiste) se trouve en exil, après avoir été expulsé à la suite de son implication dans une grève des tramways de Barcelone en 1957.

## Argument
Le livre est notamment connu pour son incipit, qui résume son idée essentielle : 

« L’histoire du nationalisme catalan est l’histoire d’une révolution bourgeoise. Son échec est une des causes fondamentales de notre retard économique et politique. »

Influencé par la conception marxiste du nationalisme, Solé Tura développe l'idée que la bourgeoisie catalane tente tout au long du XIXe siècle, en vain et par divers moyens, de morderniser une Espagne archaïque, oligarchique, en retard économiquement, dominée par le monde agraire et le caciquisme, pour la faire entrer dans le capitalisme. Le désastre de 1898 déclenche une immense vague de pessimisme dans le pays et la bourgeoisie se voit privée du commerce avec les anciennes colonies. À partir de ce moment, la haute bourgeoisie catalane, ayant échoué à réformer l’État espagnol depuis les institutions centrales, se joint au mouvement catalaniste, jusque là essentiellement régionaliste et centré sur la promotion de la littérature en langue catalane. Sous cette impulsion, le catalanisme acquiert une coloration nettement plus nationaliste et, dès lors, la bourgeoisie concentre ses efforts de réforme sur la Catalogne, à partir d’où elle prétend irradier toute l'Espagne,.
C’est dans ce contexte qu'Enric Prat de la Riba fait son apparition et devient la principale figure du mouvement, tenant un discours qui rejoint celui du régénérationnisme, très en vogue dans les milieux intellectuels espagnols.
Le catalanisme se trouve dès lors dans une position contradictoire, entre d’une part une posture résolument moderniste, européiste, avec une volonté affichée de transformer en profondeur l'État espagnol et d'impliquer l’ensemble du peuple de Catalogne dans sa cause, en totale rupture avec les valeurs dominantes au sein de l'oligarchie du régime, et d'autre part des valeurs conservatrices, paternalistes, profondément catholiques et une grande méfiance vis-à-vis masses populaires, qui rejoint sur l’essentiel les postulats du régime auquel il prétend s’opposer.

## Réception et critiques
L'ouvrage est à l’origine d'une polémique récurrente autour du catalanisme et de sa représentation.
Au moment de sa publication, il suscita un rejet virulent de la part de certaines figures catalanistes, notamment l'historien Josep Benet et l’entrepreneur et homme politique Jordi Pujol, qui présidera la Généralité de Catalogne durant 23 ans à l'issue du franquisme.
En revanche, il reçut un accueil favorable de la part des secteurs conservateurs non catalanistes, qui y voyaient une justification de leur passivité face à la dictature franquiste.
Benet fit une recension extrêmement critique de l'essai dans un numéro de la revue Serra d'or qui lui était presque entièrement consacré — Solé Tura, qui collaborait également à la revue, en fut très affecté —.
Ceci n’empêcha pas l’ouvrage d'être récompensé du prestigieux Prix de la critique Serra d'Or de littérature et essai en 1968, par un jury incluant notamment Joan Fuster, Josep Maria Castellet, Joaquim Molas (es) et Joan Triadú (es).
Au sein du catalanisme, on l’accusa souvent d'en donner une image négative en le présentant comme un mouvement bourgeois élitiste et de faire le jeu de la dictature franquiste.
Par exemple, Jordi Pujol affirma que Solé Tura et Antoni Jutglar prétendaient que « le catalanisme était une invention de la bourgeoisie et le catalan la langue de cette bourgeoisie »,.
Plus récemment, en 2014, le député de gauche radicale catalaniste David Fernàndez qualifia l'essai de « caractérisation-ridiculisation-réduction de la question nationale catalane à une pure invention de la bourgeoisie ».
Cette même interprétation a été reprise par de nombreux opposants au catalanisme — tout d'abord au sein de l’antifranquisme de gauche, et plus largement depuis —, prétendant discréditer ainsi le mouvement nationaliste. L’historien italien Giovanni C. Cattini (es) qualifie même la thèse de Solé Tura de « lecture canonique sur le fait catalan ».
Selon l'écrivain Javier Cercas, ces critiques et interprétations sont issues d’une lecture « partielle » ou « très superficielle » de l'œuvre. D'après lui, si l’ouvrage est « politiquement provocateur » et « délibérément polémique », « il est évident qu’il ne s'agit pas d’un livre qui se proposait la destruction du catalanisme, comme on l'a souvent dit, mais […] sa rénovation, la création d’un nouveau catalanisme capable de mener à bien les changements que l’ancien avait été incapable de faire, en Catalogne et dans toute l'Espagne ».
Le politologue Joan Botella Corral (ca) exprime la même idée : « les commentateurs n’avaient pas lu l'œuvre de Solé Tura et parlaient par ouï-dire ». Il affirme également que « nulle part il n'est dit que le nationalisme soit une idéologie nécessairement bourgeoise; au contraire ». Il insiste sur le fait que l'auteur est lui-même catalanophone, issu d’une modeste famille de culture catalane. Selon lui, la persistence des critiques négatives envers l’essai de la part des catalanistes conservateurs peut s’expliquer par le fait que Solé Tura devint un solide rival politique de ces derniers au cours de la Transition démocratique.
Le 8 février 2018, à l’occasion du cinquantième anniversaire de la publication du livre, l’Association des amis de l'université autonome de Barcelone organisa une conférence à l’Athénée barcelonais consacrée à l’impact du livre, avec des interventions de l’historien Andreu Mayayo et du philologue Jordi Amat (es),.